# Чемпионат Европы по академической гребле 1962
Чемпионат Европы по академической гребле 1962 года прошёл с 17 по 19 августа на озере Грюнау в Берлине (ГДР). В нём принимали участие женские экипажи из 11 стран, которые разыграли награды в 5 дисциплинах на дистанции 1000 метров. 
Так как Международная федерация гребного спорта не признавала ГДР, представительницы ГДР и ФРГ должны были выступать в составе Объединённой команды Германии. Из-за значительного превосходства восточногерманских спортсменок над западногерманскими эта команда состояла только из первых, а ФРГ фактически не была представлена на турнире. 
Чемпионат Европы по академической гребле среди мужчин в 1962 году не проводился, в первой декаде сентября они соревновались на чемпионате мира, который был проведён в швейцарском городе Люцерн. 

## Медалисты
| Дисциплина                        | Золото | Золото | Серебро | Серебро | Бронза | Бронза |
| Одиночки W1x                      | Чехословакия · Алена Постлова | 4:17,0 | Великобритания · Пенни Чатер | 4:20,9  | СССР · Галина Самородова | 4:25,1 |
| Двойки парные W2x                 | СССР · Валентина Калегина · Галина Вечерковская | 4:08,1 | Германия · Бригитте Мюнх · Урсула Панкрац | 4:08,4  | Венгрия · Эржебет Мозер · Мария Пекановиц | 4:11,8 |
| Четвёрки парные с рулевыми W4x+   | СССР · Людмила Суслова · Нелли Чернова · Айно Паюсалу · Нина Полякова · Валентина Тимофеева (р)                                                                                 | 3:43,3 | Германия · Вероника Нойман · Ханнелоре Гёттлих · Моника Зоммер · Хельга Кольбе · Криста Бём (р)                                                               | 3:47,4  | Румыния · Флорика Гюзеля · Эмилия Ригард · Ана Тамаш · Юлиана Булуджою · Штефания Борисов (р)                                                                                 | 3:49,4 |
| Четвёрки распашные с рулевыми W4+ | Румыния · Флорика Гюзеля · Эмилия Ригард · Ана Тамаш · Юлиана Булуджою · Штефания Борисов (р)                                                                                   | 4:03,1 | СССР · Валентина Терехова · Надежда Туберозова · Элла Сергеева · Нина Шаманова · Валентина Тимофеева (р)                                                      | 4:05,2  | Германия · Хильде Амеланг · Ингрид Граф · Бригитте Ринтиш · Марианне Мевес · Эльфриде Боэтьюс (р)                                                                             | 4:13,8 |
| Восьмёрки W8+                     | СССР · Нина Коробкова · Вера Реброва · Нонна Печерникова · Лидия Зонтова · Любовь Исаева · Валентина Ширшикова · Зинаида Коротова · Надежда Гончарова · Виктория Добродеева (р) | 3:32,0 | Германия · Эрика Кречмер · Хельга Аммон · Бригитте Амм · Уте Габлер · Ханна Веспер · Кристиане Мюнцберг · Барбара Райхель · Криста Шолайн · Карла Фристер (р) | 3:35,7  | Чехословакия · Яна Бружова · Вера Шмалцлова · Венцеслава Пекаркова · Яна Псотова · Яна Книржова · Йитка Шлезигерова · Людмила Зартова · Милена Кафкова · Элишка Хледикова (р) | 3:37,3 |

## Командный зачёт
| Место | Страна         | Золото | Серебро | Бронза | Всего |
| ----- | -------------- | ------ | ------- | ------ | ----- |
| 1     | СССР           | 3      | 1       | 1      | 5     |
| 2     | Румыния        | 1      | 0       | 1      | 2     |
| 2     | Чехословакия   | 1      | 0       | 1      | 2     |
| 4     | Германия       | 0      | 3       | 1      | 4     |
| 5     | Великобритания | 0      | 1       | 0      | 1     |
| 6     | Венгрия        | 0      | 0       | 1      | 1     |
| Всего | Всего          | 5      | 5       | 5      | 15    |

 Страна — хозяйка соревнований